# Ludwig Schandl

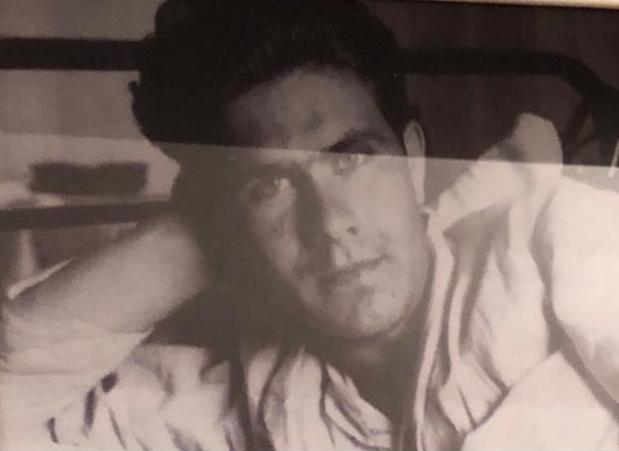
Bildausschnitt von Ludwig Schandl

Ludwig Paul Schandl (* 30. September 1908 in Rust; † 19. August 1969 ebenda) war ein österreichischer Weinbauer und Politiker (FPÖ). Schandl war von 1956 bis 1958 Abgeordneter zum Burgenländischen Landtag. 

## Leben
Schandl besuchte die Volksschule in Rust und danach das Evangelische Lyceum in Ödenburg, an dem er 1928 die Matura ablegte. Danach absolvierte Schandl die Weinbauschule Silberberg in der Steiermark und studierte Theologie an der Universität Wien sowie von 1933 bis 1934 in Erlangen. Krankheitshalber musste Schandl das Studium abbrechen. Ab 1936 arbeitete Schandl als Weinbauer in Rust am See.
Schandl trat am 29. April 1932 der NSDAP bei (Mitgliedsnummer 1.210.638) und gehörte der Österreichischen Legion an.
Er wurde 1949 Mitglied des Verbands der Unabhängigen und ab 1956 der FPÖ. Schandl gehörte vom 11. Juni 1956 bis zur Niederlegung des Mandats am 29. Juli 1958 dem Burgenländischen Landtag an. Zudem war er zwischen 1956 und 1958 Landesparteiobmann-Stellvertreter der FPÖ-Burgenland. 
Schandl war verheiratet. Er hatte drei Töchter und einen Sohn, welcher den in Rust ansässigen Weinbetrieb übernahm und fortführte.